# Les Interminables
Les Interminables est une série télévisée française en trois épisodes de 26 minutes créée par Marie-Pierre Foliard, diffusée du 25 mai au 8 juin 2007 sur Canal+.

## Synopsis
La série raconte le quotidien de centenaires en l'an 2050 vivant en colocation, faisant face à une société "efficace" : les personnes à charge de la société sont euthanasiées, les enfants ne servent plus qu'à rapporter de l'argent ou des avantages sociaux...

## Distribution
- Roger Dumas : Paco
- Danièle Lebrun : Gladyss
- Simon Eine : Joss "J.R." Randal[1]
- Judith Magre : Gaëlle
- Rose Thiéry : Catherine
- Guy Bedos : Lucas
- Théo Légitimus : Oulage